# 대구광역시수목원관리사무소
대구광역시 수목원관리사무소(大邱廣域市 樹木園管理事務所)는 시민의 정서함양과 도시녹화사업에 필요한 녹화자원의 생산·공급, 향토자생식물의 시험재배 및 개발, 수목원을 활용한 시민자연학습장으로 제공하기 위하여 대구광역시청 산하에 설치된 사업소이다.
수목원관리사무소장은 지방기술서기관으로 보한다.

## 연혁
- 1987년 6월 15일: 대구직할시 양묘사업소 설치
- 1995년 1월 1일: 대구광역시 양묘사업소로 변경
- 1996년 10월 10일: 대구광역시 임업시험장으로 변경
- 2002년 3월 30일: 대구광역시 수목원관리사무소로 변경

## 조직
소장
- 관리담당
- 시설운영담당
- 양묘화훼담당
- 교육연구담당